# جائزة اليابان الكبرى للدراجات النارية 2012
جائزة اليابان الكبرى للدراجات النارية 2012 هو سباق دراجات نارية أقيم بتاريخ 14 أكتوبر 2012 في حلبة موتيجي. كان الجولة الخامسة عشر من أصل 18 في سباق الجائزة الكبرى للدراجات النارية موسم 2012. فاز الإسباني داني بيدروسا بفئة الموتو جي بي بينما جاء الإسباني خورخي لورنزو في المركز الثاني وحصل على المركز الثالث الإسباني ألفارو باوتيستا. فاز بفئة الموتو 2 الإسباني مارك ماركيث.

## وصلات خارجية
- الموقع الرسمي